# Alton Moore
Alton More (23 de abril de 1920 - 31 de julho de 1958) foi um soldado da Easy Company, integrante da 101ª Divisão Aerotransportada do Exército dos Estados Unidos, na Segunda Guerra Mundial. More foi interpretado por Doug Allen na minisérie Band of Brothers.

## Juventude
More nasceu no dia 23 de abril de 1920 em Casper, Wyoming. Seu pai foi garçom. Ele tinha dois irmãos, Roland e Delbert e duas irmãs, Elizabeth e Edith. Alton e sua esposa, Erma Jean Barnhill se casaram em  Thurston County, Olympia, Washington em 3 de Junho de 1943. Sua primeira filha nasceu após a Easy Company ser enviada para a Inglaterra. Eles tiveram três filhos, Janet, Ronald e Sharon.

## Serviço Militar
More se voluntariou como paraquedista durante a Segunda Guerra Mundial, juntando-se à Easy Company em Fort Bragg.
More saltou na Normandia no Dia D. Em 10 de Junho de 1944, More convidou Donald Malarkey para saquear seus companheiros mortos em Sainte-Mère-Église. Durante o saque, More começou a chorar e disse para Malarkey 'Temos que dar o fora daqui', após ter encontrado um par de sapatinhos de bebê cor de rosa em uma das mochilas.
Um dia antes de a Easy Company cruzar o Canal, More encontrou uma motocicleta do exército com sidecar dentro do navio que iria para a praia de Utah. Ele retirou a motocicleta do navio e, juntamente com Malarkey, voltou para Aldbourne enquanto os outros viajaram de trem. Mais tarde essa motocicleta foi confiscada pelo capitão Herbert Sobel enquanto eles estavam na Inglaterra se preparando para a Operação Market Garden.
More estava com a Easy Company quando chegaram ao "Ninho da Águia" de Hitler. Ele obteve dois álbuns de fotos de Hitler se reunindo com delegações estrangeiras. More foi ameaçado de ir a corte marcial por um oficial que exigia os álbuns. O Major Richard Winters ajudou More transformando-o em seu motorista. More adaptou um dos assentos do jeep para que pudesse levar os alguns consigo o tempo todo.

## Final da Vida
More retornou a Casper, no Wyoming, após a guerra, com o álbum de fotos de Hilter. Ele morreu em um acidente de carro em 31 de julho de 1958.